# Season of Glass
Season of Glass è il sesto album di Yōko Ono, prodotto da Phil Spector e pubblicato nel 1981, sei mesi dopo la morte del marito John Lennon.
Alla sua uscita fece scalpore la copertina del disco, che ritrae gli occhiali insanguinati indossati da Lennon la sera del suo assassinio.

## Il disco
Nell'album fanno direttamente riferimento alla tragedia della morte di Lennon tracce quali Goodbye Sadness, No, No, No e I Don't Know Why. Season of Glass raggiunse la 49ª posizione in classifica nella Billboard 200 statunitense, diventando l'album solista della Ono di maggior successo fino ad allora. Per la canzone Goodbye Sadness venne girato un videoclip musicale con immagini di John & Yoko insieme.  Il video venne mandato in onda durante il primo episodio della settima stagione di Saturday Night Live.

## Tracce
1. Goodbye Sadness – 3:48
2. Mindweaver – 4:24
3. Even Where You're Far Away – 4:12
4. Nobody Sees Me Like You Do – 3:13
5. Turn of the Wheel – 2:41
6. Dogtown – 3:32
7. Silver Horse – 3:03
8. I Don't Know Why – 4:18
9. Extension 33 – 2:45
10. No, No, No – 2:43
11. Will You Touch Me – 2:37
12. She Gets Down on Her Knees – 4:13
13. Toyboat – 3:31
14. Mother of the Universe – 4:26
15. Walking on Thin Ice (bonus track) – 6:00
16. I Don't Know Why (demo, bonus track) – 2:48

## Formazione
- Yōko Ono - voce
- John Lennon - chitarra, tastiera
- Hugh McCracken - chitarra
- Earl Slick - chitarra
- Anthony Davillo - chitarra, tastiera
- George Small - tastiera
- Tony Levin - basso
- John Siegler - basso
- Andy Newmark - batteria
- Arthur Jenkis - percussioni
- David Friedman - percussioni, vibrafono
- George "Young" Opalisky - sassofono soprano
- Michael Brecker - sassofono tenore
- Ronnie Cuber - sassofono baritono
- Howard Johnson - tuba

## Ristampa
Nel 1997 la Rykodisc ristampò l'album con l'aggiunta di alcune tracce quali il singolo Walking on Thin Ice e un demo a cappella di I Don't Know Why, inciso il giorno successivo alla morte di Lennon. Altri nastri demo di canzoni di Season of Glass registrate con Lennon negli anni settanta furono inoltre inclusi come extra in altre ristampe di dischi della Ono, inclusa una versione acustica di Dogtown inserita in Approximately Infinite Universe. L'album inedito A Story del 1974 (pubblicato nel 1997 dalla Rykodisc) include svariati brani che poi sarebbero stati ri-registrati per Season of Glass, come She Gets Down On Her Knees e Will You Touch Me.